# Spilopteron luteum
Spilopteron luteum är en stekelart som först beskrevs av Tohru Uchida 1930.  Spilopteron luteum ingår i släktet Spilopteron och familjen brokparasitsteklar. Inga underarter finns listade i Catalogue of Life.